# Inger-Lena Hultberg
Inger-Lena Hultberg (Lund, 27 de diciembre de 1942) es considerada la primera mujer en Suecia que se ofreció como voluntaria para una educación diseñada para quienes ingresan al servicio militar.

## Biografía
Nacida y criada en Lund, el padre de Hultberg fue maestro y la madre, historiadora literaria. Desde temprana edad se interesó por la tecnología, especializándose en matemáticas en la escuela secundaria y trabajando en un proyecto especial en aerodinámica. Siempre se interesó por el automóvil y las motocicletas de la familia. Mientras estudiaba inglés en Inglaterra, pasaba su tiempo libre observando los aviones en el Aeropuerto de Croydon y Biggin Hill, famosos por sus actividades en tiempos de guerra. Su primer vuelo fue en Suecia en un viejo biplaza SK 16.
Luego se embarcó en un curso de física en la Universidad de Lund. En las vacaciones de verano de 1962, fue la primera mujer en ser admitida en la escuela de entrenamiento de la Fuerza Aérea Sueca en Västerås, donde pasó la mayor parte de su tiempo en el taller central de Arboga, mientras se formó como ingeniera de vuelo. La única mujer en un grupo de 30, regresó a la escuela de la Fuerza Aérea para los veranos de 1963 y 1964 y obtuvo el título de ingeniero de vuelo. Pero se dio cuenta de que nunca sería admitida para servir en la Fuerza Aérea. Como resultado, decidió continuar sus estudios académicos, graduándose en la universidad de Lund, en física matemática.
Posteriormente, Hultberg trabajó como física en el Hospital Universitario de Lund hasta su jubilación en 2010.